# ピープス図書館

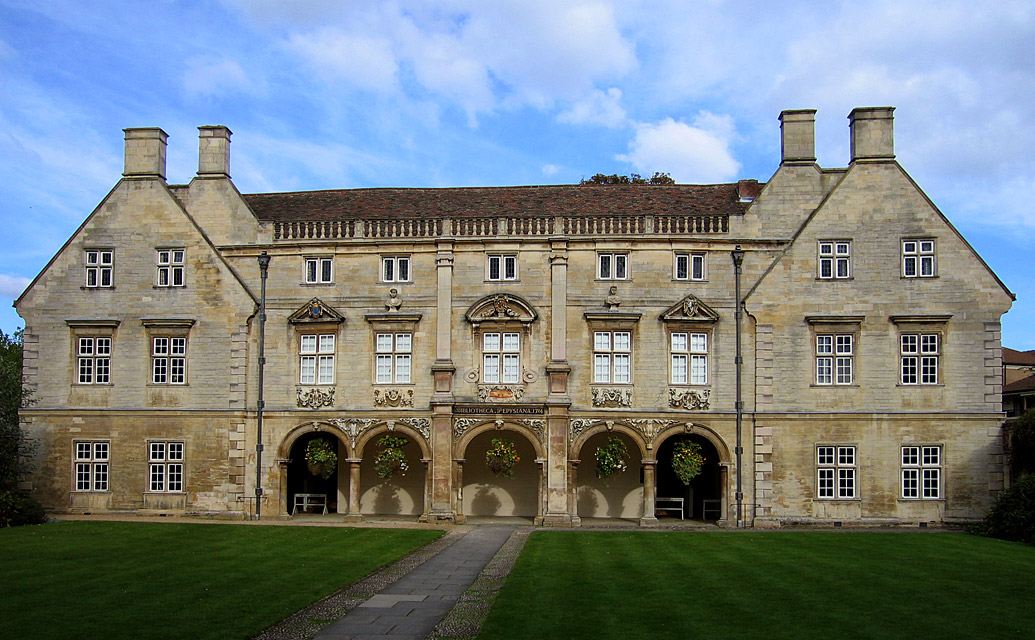
ケンブリッジ大学モードリン・カレッジがあるピープス・ビルの2階に図書館がある。

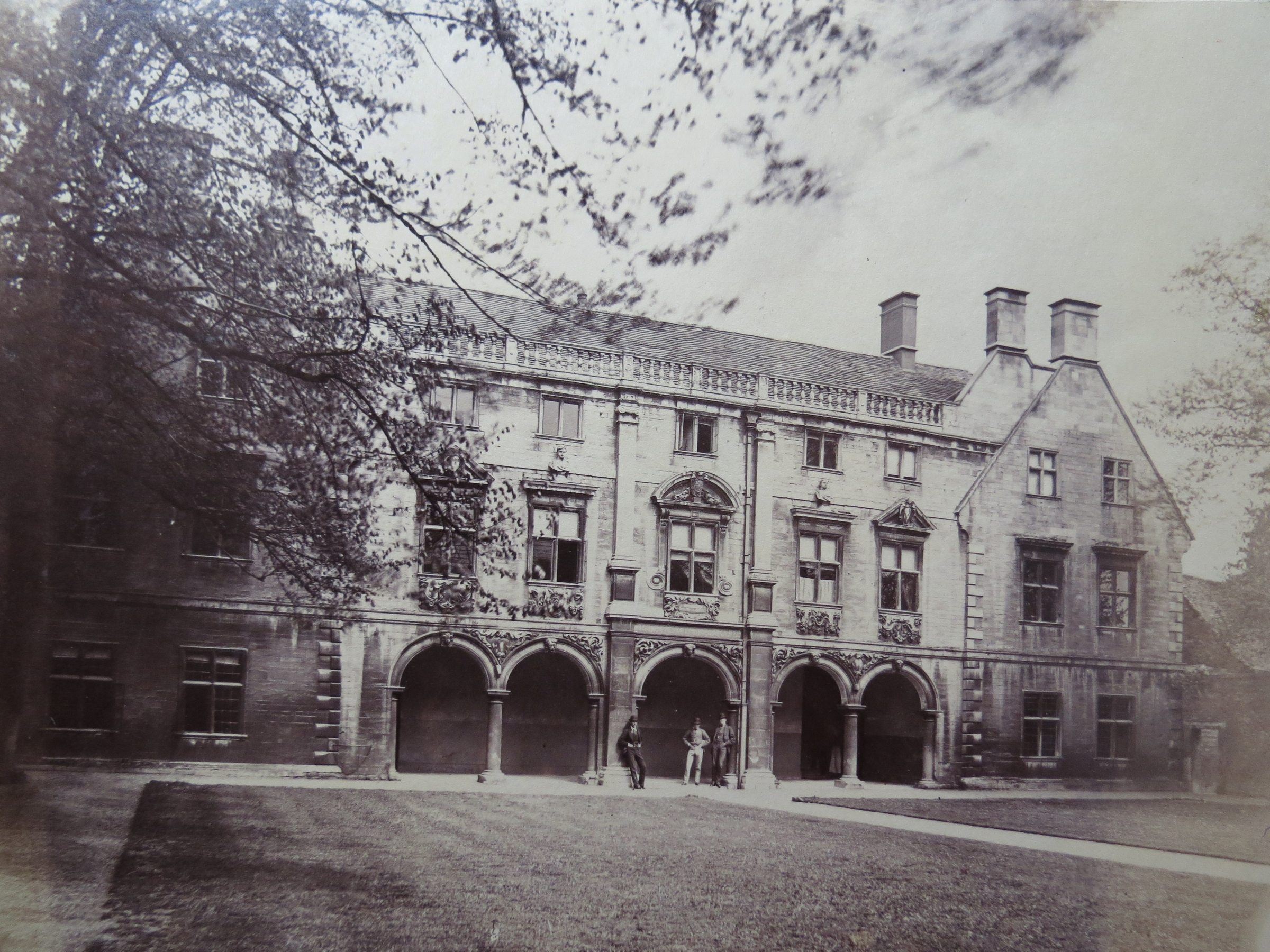
1870年ごろのピープス・ビル

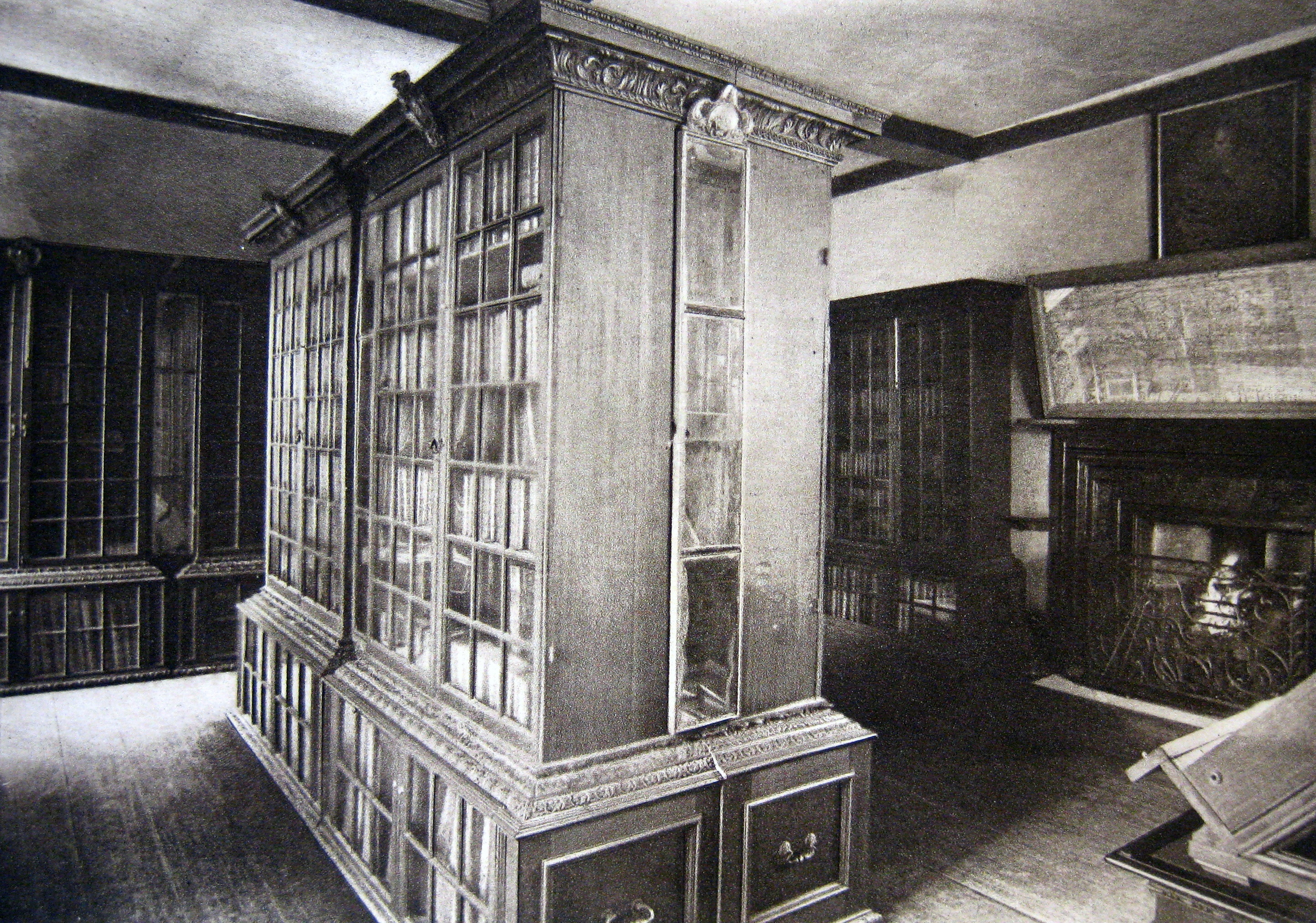
1890年代の図書館内観

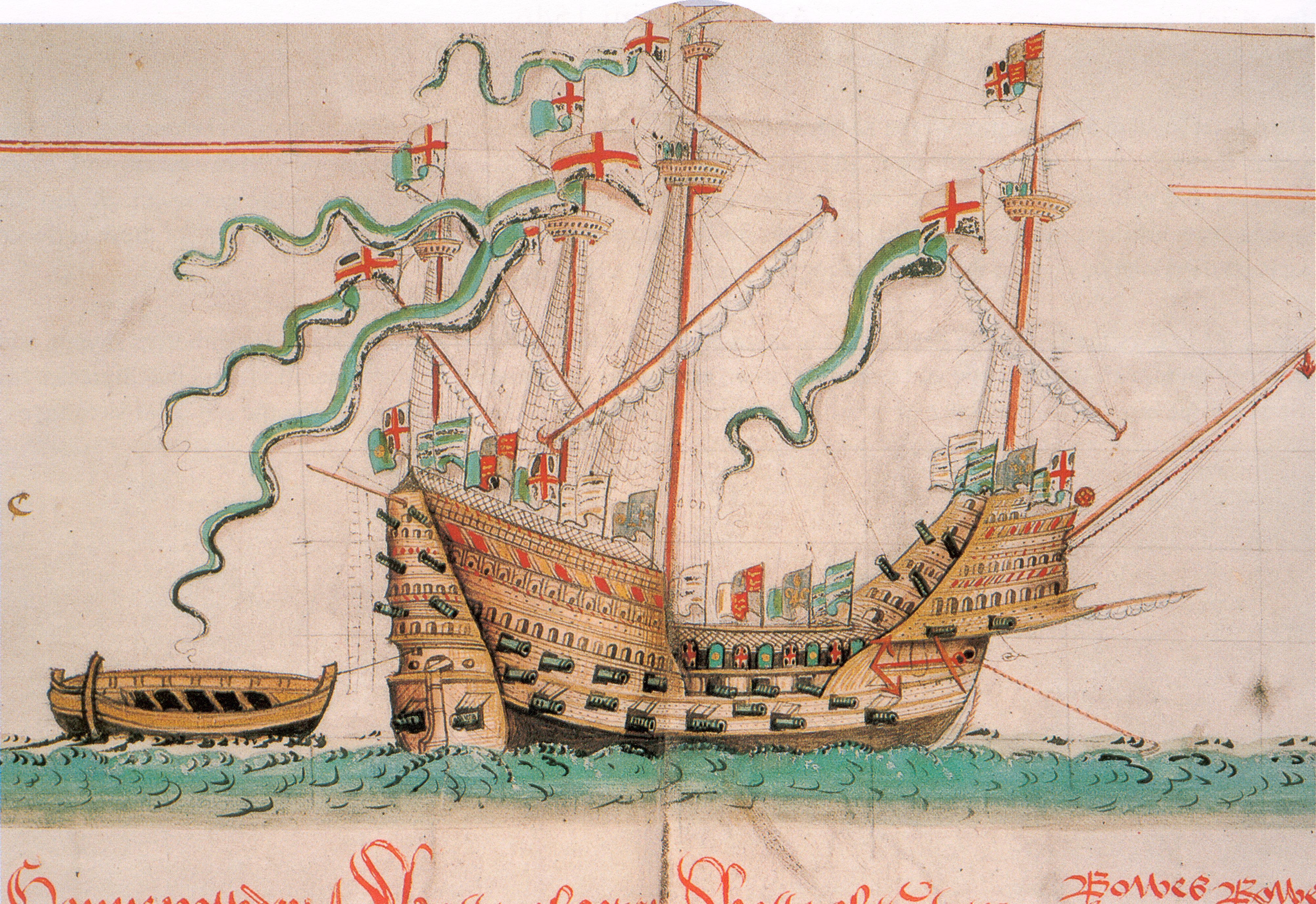
アンソニー目録に描かれた軍艦「メアリー・ローズ号」の挿絵

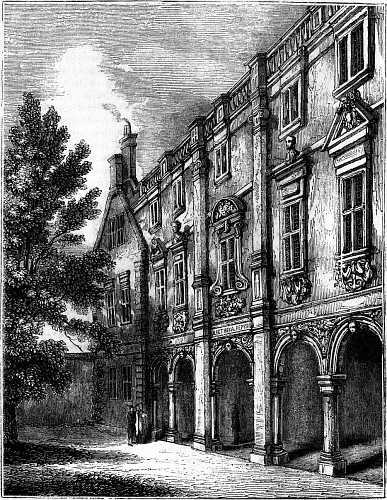
『オールド・イングランド：写真博物館』（チャールズ・ナイト著）に掲載されたピープス・ビルの版画

ピープス図書館（Pepys Library）はケンブリッジシャーのケンブリッジ大学モードリン・カレッジにある政治家で作家のサミュエル・ピープスの収集品を収蔵している個人図書館であり、1703年にサミュエル・ピープスが亡くなったことに伴いモードリン・カレッジに遺譲された。

## 背景
サミュエル・ピープスは終生において本を愛した人であり、書籍や写本、複製画における大規模コレクションを丁寧に育んできた。彼の死後、日記など3000冊以上に及ぶ蔵書には目録が全て丁寧に作成され、現存する17世紀の個人図書館の中で最も重要なもののひとつである。
ピープスは遺言書に蔵書コレクションを保護するための対策を詳述し、1723年に甥で相続人のジョン・ジャクソンが亡くなると、マグダレンにそのまま移譲された。遺贈には全ての書架と「本の配置を正確に調査し、もし必要とする場所があるならばもっと注意深く調整すること」というピープスの綿密な指示などがあった。1冊の本も売却してはならず、図書館には本を追加してはならないというのが遺贈の条件であった。図書館はモードリン・カレッジのセカンド・コートにあるピープス・ビルの2階部屋にある。図書館にはピープスの書架に保存されていた3000冊の本（おそらくトーマス・シンプソンに帰するのではないかとピープスの航海日誌には記載されている）が含まれており、ピープスが目録を作成した時と同じ寸法で配列されている。

## コレクション
図書館に収蔵されている最も重要な品目は装丁された6冊の日記草稿であるが、他にも以下のような驚くべき蔵書が含まれている。：
- 海軍本部書記官時代のピープスが編纂した軍艦（キャラック船）「メアリー・ローズ号」を含む1546年のイギリス海軍の艦船を描いた2冊のアンソニー目録（英語版）などの海軍記録。
- アイザック・ニュートン著『自然哲学の数学的諸原理』のピープス自身による複写（1687年）。
- 印刷業者であるウィリアム・キャクストン、ウィンキン・ドゥ・ウォード（英語版）、およびリチャード・ピンソン（英語版）によるインキュナブラ。
- 60冊の中世時代の写本。
- 15世紀後半の合唱曲集（英語版）であるピープス草稿。
- サー・フランシス・ドレークの個人年鑑。
- ヘンリー8世のために上演された直後の1533年に出版されたジョン・ヘイウッド（英語版）による『天気予報の劇（英語版）』の最古の写本。
- 1800枚以上の印刷されたバラッド：現存するコレクションで最も優れたもののひとつ[2]であり、ピープスの古代英語詩集（英語版）の重要な情報源。

その中でも特に興味深い書物を厳選して展示している。

## 訪問
月曜日から土曜日までの午後において一般に開放している。開放時間はモードリン・カレッジの公式サイトで調べるのが最善の方法である。

## ピープス・ビル
ピープス・ビルはモードリン・カレッジで最も重要な装飾品であり、建築的にもかなり興味深い。背面部は煉瓦製である一方で正面部はケトン石製の新古典主義建築様式になっている。1670年から1703年の間に建てられ「当時においてとても驚くべき伝統的な建物」と説明されている。
資金不足により工事は遅延したが、計画は1677年に建築家のロバート・フックからの助言を受けた後に復活した。サミュエル・ピープスは建築資金として3件の出資を行っている。
ビルの正面玄関には図書館の到来日を記録した「Bibliotheca Pepysiana 1724」と刻まれた碑文が刻まれている。なお、碑文の上にはピープスの紋章と座右の銘である「各人の精神、それは各人である」（Mens cujusque is est quisque、哲学者のマルクス・トゥッリウス・キケロ著『国家論』6.26の中の「精神は人である」（The Mind's the man）から取られている）が表現されている。